# Parahollardia
Parahollardia es un género de peces de la familia Triacanthodidae, del orden Tetraodontiformes. Este género marino fue descrito científicamente por Alec Frederick Fraser-Brunner en 1941.

## Especies
Especies reconocidas del género:
- Parahollardia lineata (Longley, 1935)
- Parahollardia schmidti Woods, 1959